# Маркс, Йоахим
Йоахим Ежи Маркс (пол. Joachim Jerzy Marx, 31 августа 1944, Гливице, Польша) — польский футболист, игравший на позиции нападающего. По завершении игровой карьеры — футбольный тренер. Выступал, в частности, за клуб «Ланс», а также национальную сборную Польши.

## Клубная карьера
Во взрослом футболе дебютировал в 1959 году выступлениями за команду нижнелигового клуба «Пяст», в которой провёл четыре сезона.
С 1963 по 1969 год играл в высшем дивизионе польского футбола в составе команды «Гвардия». В составе столичного клуба был одним из главных бомбардиров команды.
В 1969 году перешёл в состав команды «Рух» (Хожув). В составе клуба также был одним из главных бомбардиров команды. Вместе с командой дважды стал чемпионом Польши в сезонах 1973/1974 и 1974/1975 годов и обладателем Кубка Польши по футболу в 1975 году.
Своей игрой за последнюю команду привлёк внимание представителей тренерского штаба клуба «Ланс», к составу которого присоединился в 1975 году. Сыграл за команду из Ланса следующие четыре сезона своей игровой карьеры. В составе «Ланса» был одним из главных бомбардиров команды. В сезоне 1976/1977 стал вместе с командой серебряным призёром Чемпионата Франции по футболу.
Завершил профессиональную игровую карьеру в нижнелиговом клубе «Не-ле-Мин», за команду которого выступал на протяжении 1979—1982 годов.

## Выступления за сборную
В 1966 году дебютировал в официальных матчах в составе национальной сборной Польши. В течение карьеры в национальной команде, которая длилась 10 лет, провёл в форме главной команды страны 23 матча и забил 10 голов.
В составе сборной был участником Олимпиады в Мюнхене в 1972 году, где вместе со сборной стал олимпийским чемпионом.

## Карьера тренера
Начал тренерскую карьеру вскоре после завершения карьеры игрока, в 1985 года, возглавив тренерский штаб клуба «Ланс».
В дальнейшем возглавлял команду клуба «Ла Рош».
В настоящее время последним местом тренерской работы был клуб «Шатору», команду которого Йоахим Маркс возглавлял в качестве главного тренера до 1992 года.

## Титулы и достижения
- Олимпийский чемпион (1):

Польша: 1972
- Чемпион Польши (2):

«Рух» (Хожув): 1973/74, 1974/75
- Обладатель Кубка Польши (1):

«Рух» (Хожув): 1975